# العلاقات بين الولايات المتحدة والاتحاد الأوروبي
العلاقات بين الولايات المتحدة الأمريكية والاتحاد الأوروبي هي العلاقات الثنائية بين الولايات المتحدة (دولة ذات سيادة) والاتحاد الأوروبي (اتحاد فوق وطني). تتعامل الولايات المتحدة والاتحاد الأوروبي منذ أكثر من ستين عام. بدأت العلاقات بين الولايات المتحدة والاتحاد الأوروبي رسميًا في عام 1953 عندما زار سفراء الولايات المتحدة الجماعة الأوروبية للفحم والصلب (سلف الاتحاد الأوروبي). يتمتع الطرفان بعلاقة جيدة يعززها التعاون التجاري والدفاع العسكري والقيم المشتركة.

## نبذة تاريخية
يسيطر الطرفان على التجارة العالمية، ويلعبان الدور القيادي في العلاقات السياسية الدولية، وما يقوله أحد الطرفين يؤثر على بقية العالم. كلٌ من الولايات المتحدة وجميع الدول الأعضاء في الاتحاد الأوروبي تقريبًا (بالإضافة إلى العضو السابق، المملكة المتحدة؛ وباستثناء النمسا، وقبرص، ومالطا، وفنلندا، وأيرلندا، والسويد) أعضاء في منظمة حلف شمال الأطلسي (الناتو). ومع ذلك، تختلف هذه الدول مع بعضها حول مجموعة واسعة من القضايا، بالإضافة إلى وجود أجندات سياسية واقتصادية واجتماعية مختلفة تمامًا في كثير من الأوقات. نظرًا إلى أن الاتحاد الأوروبي ليس لديه سياسة خارجية متكاملة تمامًا، فقد تكون العلاقات أكثر تعقيدًا عندما لا يكون للدول الأعضاء موقف مشترك متفق عليه، كما انقسمت السياسة الخارجية للاتحاد الأوروبي خلال حرب العراق. إن فهم العلاقة اليوم يعني مراجعة التطورات التي سبقت إنشاء السوق الأوروبية المشتركة (سلف الاتحاد الأوروبي اليوم).

## مقارنة
|                                                                                    | الاتحاد الأوروبي | الولايات المتحدة |
| تعداد السكان                                                                       | 512,696,515 (2018) | 327,835,657 (2018) |
| الناتج المحلي الإجمالي                                                             | 22.210 تريليون دولار (2018) | 21.850 تريليون دولار (2018) |
| الناتج المحلي الإجمالي (الاسمي)                                                    | 22.857 تريليون دولار (2018) | 21.850 تريليون دولار (2018) |
| الناتج المحلي الإجمالي للفرد                                                       | 35,750 دولار (2018) | 61,866 دولار (2018) |
| صادرات البضائع العالمية مليار دولار والعالم % والمرتبة                             | 1932 (2016) 15.4% (2) | 1455 (2016) 11.6% (3) |
| واردات البضائع العالمية مليار دولار، والنسبة المئوية العالمية %، والمرتبة          | 1889 (2016) 14.8% (2) | 2251 (2016) 17.6% (1) |
| صادرات الخدمات التجارية العالمية مليار دولار، والنسبة المئوية العالمية %، والمرتبة | 917 (2016) 24.9% (1) | 733 (2016) 19.9% (2) |
| واردات الخدمات التجارية العالمية مليار دولار، والنسبة المئوية العالمية %، والمرتبة | 776 (2016) 21.1% (1) | 482 (2016) 13.2% (2) |
| المساحة                                                                            | 4,233,262 كيلومتر مربع (1,634,472 ميل مربع) | 9,826,630 كيلومتر مربع (3,794,080 ميل مربع) |
| الكثافة السكانية                                                                   | 106 كيلومتر مربع (274.5 ميل مربع) | 35 كيلومتر مربع (90.6 ميل مربع) |
| العاصمة                                                                            | إقليم بروكسل العاصمة | واشنطن العاصمة |
| المدن العالمية                                                                     | باريس، ميلان، فرانكفورت، مدريد، وارسو، أمستردام، بروكسل، فيينا، ستوكهولم، برشلونة، لشبونة، هامبورغ، برلين، روما | مدينة نيويورك، شيكاغو، لوس أنجلس، واشنطن، سان فرانسيسكو، ميامي |
| الحكومة                                                                            | ديمقراطية برلمانية فوق وطنية تستند إلى الاتفاقيات الأوروبية | جمهورية رئاسية فيدرالية تستند إلى دستور الولايات المتحدة |
| القائد الأول                                                                       | السلطة العليا الرئيس جان موني | الرئيس جورج واشنطن |
| القائد الحالي                                                                      | رئيس المجلس الأوربي شارل ميشيل رئيسة المفوضية أورسولا فون دير لاين | الرئيس جو بايدن |
| نائب القائد الحالي                                                                 | نائب رئيس المفوضية فرانس تيمرمانز | نائب الرئيس كامالا هاريس |
| السلطة التشريعية                                                                   | مجلس الاتحاد الأوروبي والبرلمان الأوروبي | كونغرس الولايات المتحدة |
| اللغات الرسمية                                                                     | 24 لغة رسمية، وثلاث لغات تُعتبر إجرائية (الإنجليزية والفرنسية والألمانية) | الإنجليزية (اللغة الوطنية الفعلية الوحيدة) |
| الأديان الرئيسية                                                                   | 72% مسيحيون (48% كاثوليك، 12% بروتستانت، 8% أرثوذكس شرقيون، 4% طوائف مسيحية أخرى)، 23% لا دينيون، 2% مسلمون | 70% مسيحيون (46.5% بروتستانت، 20% كاثوليك، 1.6 مورمون، 1.7% طوائف مسيحية أخرى)، 22.8% لا دينيون، 1.9 يهود، 1% مسلمون                                                                                                 |
| المجموعات الإثنية                                                                  | ألمان (نحو 75 مليون)، فرنسيون (نحو 65 مليون)، إيطاليون (نحو 60 مليون)، إسبان (نحو 15 مليون)، بولنديون (نحو 40 مليون)، رومانيون (نحو 16 مليون)، هولنديون (نحو 15 مليون)، برتغاليون (نحو 11 مليون)، يونانيون (نحو 11 مليون)، وآخرون | 77.1% أمريكيون بيض، 13.3% أمريكيون أفارقة، 5.6% أمريكيون آسيويون، 2.6% من عرقين أو أكثر، 1.2% أمريكيون أصليون، 0.2% سكان هاواي الأصليون أو سكان جزر المحيط الهادئ الأخرى، 17.6% هسبان وأمريكيون لاتينيون (من أي عرق) |

## التجارة
تُعنى العلاقات الأوروبية الأمريكية بشكل أساسي بالسياسة التجارية. الاتحاد الأوروبي هو كتلة تجارية شبه كاملة ويشكّل هذا، إلى جانب سياسة المنافسة، المسائل الجوهرية الأساسية حاليًا بين الاتحاد الأوروبي والولايات المتحدة. يمثل الاثنان معًا 60% من الناتج المحلي الإجمالي العالمي، و33% من التجارة العالمية في السلع، و42% من التجارة العالمية في الخدمات. أدى نمو القوة الاقتصادية للاتحاد الأوروبي إلى عدد من النزاعات التجارية بين القوتين؛ رغم أن كليهما يعتمد على السوق الاقتصادية للطرف الآخر وهذه النزاعات تؤثر فقط على 2% من التجارة. انظر أدناه للحصول على تفاصيل التدفقات التجارية
| الاتجاه التجاري                          | البضائع          | الخدمات          | الاستثمار        | المجمل           |
| من الاتحاد الأوروبي إلى الولايات المتحدة | 260 مليار يورو   | 139.9 مليار يورو | 112.6 مليار يورو | 511.6 مليار يورو |
| من الولايات المتحدة إلى الاتحاد الأوروبي | 127.9 مليار يورو | 180 مليار يورو   | 144.5 مليار يورو | 452.4 مليار يورو |

في عام 2007، تأسس المجلس الاقتصادي العابر للأطلسي لتوجيه التعاون الاقتصادي بين البلدين. وترأسه نائب مستشار الأمن القومي للشؤون الاقتصادية الدولية الأمريكي والمفوض الأوروبي للتجارة. ومع ذلك، لم يُسفر هذا المجلس بعد عن نتائج ثابتة. كانت منطقة التجارة الحرة العابرة للأطلسي قد اقتُرحت في تسعينيات القرن العشرين وفي وقت لاحق من عام 2006 من قبل المستشارة الألمانية أنجيلا ميركل كرد فعل على انهيار جولة الدوحة لمحادثات التجارة. عمومًا، قد تكون سياسة الحماية التي ينتهجها الجانبان عائقًا أمام أي اتفاقية مستقبلية. شهدت التطورات الأخيرة اقتراح اتفاقية جديدة تُسمى الشراكة التجارية والاستثمارية العابرة للأطلسي (تي تي آي بّي) بين الولايات المتحدة والاتحاد الأوروبي. تهدف هذه الاتفاقية إلى تعزيز النمو الاقتصادي من خلال التجارة والاستثمارات الثنائية. في أغسطس عام 2019، أعلن ترامب عن اتفاق لزيادة صادرات لحوم البقر إلى الاتحاد الأوروبي. وقع الممثل التجاري الأمريكي روبرت لايتهيزر اتفاقية مع جاني رابانا، الذي يُمثل رئاسة الاتحاد الأوروبي، والسفير ستافروس لومبرينديس من وفد الاتحاد الأوروبي.
الاتحاد الأوروبي هو أحد الشركاء التجاريين الرئيسيين للولايات المتحدة: في عام 2016، كان الاتحاد الأوروبي (28) يمثل 18.7% من صادرات البضائع الأمريكية، و18.9% من واردات البضائع الأمريكية. في عام 2016، كان الاتحاد الأوروبي (28) يمثل 30.9% من صادرات الخدمات التجارية الأمريكية، و35.3% من واردات الخدمات التجارية الأمريكية.
الولايات المتحدة أيضًا هي أحد الشركاء التجاريين الرئيسيين للاتحاد الأوروبي: في عام 2016، كانت الولايات المتحدة تمثل 20.1% من صادرات البضائع من الاتحاد الأوروبي (28) و14.2% من واردات البضائع من الاتحاد الأوروبي (28). في عام 2016، شكلت الولايات المتحدة 27.2% من صادرات الخدمات التجارية من الاتحاد الأوروبي (28)، و30.5% من واردات الخدمات التجارية من الاتحاد الأوروبي (28).